# Wereldkampioenschappen acrobatische gymnastiek 1999
De wereldkampioenschappen acrobatische gymnastiek 1999 waren door de Fédération Internationale de Gymnastique (FIG) georganiseerde kampioenschappen voor acrogymnasten. De 16e editie van de wereldkampioenschappen vond plaats in Sportarena Tolhuis in het Belgische Gent van 4 tot 7 november 1999.

## Resultaten
| discipline    | Goud                                         | Zilver                                                              | Brons                                                                |
| Heren duo     | Heren duo                                    | Heren duo                                                           | Heren duo                                                            |
| ------------- | -------------------------------------------- | ------------------------------------------------------------------- | -------------------------------------------------------------------- |
| Balans        | Aleksei Anikin Sergei Batrakov               | Renjie Li Min Song                                                  | Mark Flores Martyn Smith                                             |
| Tempo         | Aleksei Anikin Sergei Batrakov               | Renjie Li Min Song                                                  | Vladimir Tatarchuk Aleksey Snarskiy                                  |
| Allround      | Renjie Li Min Song                           | Mark Flores Martyn Smith                                            | Vladimir Tatarchuk Aleksey Snarskiy                                  |
| Dames duo     |                                              |                                                                     |                                                                      |
| Balans        | Yulia Lopatkina Anna Mokhova                 | Joanna Greggs Charlene Slater                                       | Ling Chen Guangiei Sun                                               |
| Tempo         | Yulia Lopatkina Anna Mokhova                 | Brygida Sakowska Katarzyna Wojturska                                | Liudmilla Kovalchuk Iryna Vyshnevska                                 |
| Allround      | Yulia Lopatkina Anna Mokhova                 | Brygida Sakowska Katarzyna Wojturska                                | Ling Chen Guangiei Sun                                               |
| Mixed duo     |                                              |                                                                     |                                                                      |
| Balans        | Polina Lumareva Andrei Jakovlev              | Olga Dzyuba Dmytro Klimenko                                         | Nona Guecheva Ivaylo Katsov                                          |
| Tempo         | Polina Lumareva Andrei Jakovlev              | Nona Guecheva Ivaylo Katsov                                         | Olga Dzyuba Dmytro Klimenko                                          |
| Allround      | Polina Lumareva Andrei Jakovlev              | Nona Guecheva Ivaylo Katsov                                         | Olga Dzyuba Dmytro Klimenko                                          |
| Dames trio    |                                              |                                                                     |                                                                      |
| Balans        | Ganna Demidenko Yelena Kosenko Alla Kovposha | Xia Liu Cong Wang He Wei                                            | Tatiana Antsypova Tatiana Frolova Nadejda Koudriavtseva              |
| Tempo         | Xia Liu Cong Wang He Wei                     | Tatiana Antsypova Tatiana Frolova Nadejda Koudriavtseva             | Ganna Demidenko Yelena Kosenko Alla Kovposha                         |
| Allround      | Ganna Demidenko Yelena Kosenko Alla Kovposha | Xia Liu Cong Wang He Wei                                            | Tatiana Antsypova Tatiana Frolova Nadejda Koudriavtseva              |
| Heren kwartet |                                              |                                                                     |                                                                      |
| Balans        | Yongjun Chen Guohua Shen Lei Ji Pentgao Zhu  | Alexei Gribtsov Sergei Kholodov Konstantin Kovalev Pavel Pozdniakov | Alexei Buiniaku Vladimir Maliutin Dzianis Maskalenka Ruslan Zaletski |
| Tempo         | Yongjun Chen Guohua Shen Lei Ji Pentgao Zhu  | Alexei Gribtsov Sergei Kholodov Konstantin Kovalev Pavel Pozdniakov | Alexei Buiniaku Vladimir Maliutin Dzianis Maskalenka Ruslan Zaletski |
| Allround      | Yongjun Chen Guohua Shen Lei Ji Pentgao Zhu  | Alexei Gribtsov Sergei Kholodov Konstantin Kovalev Pavel Pozdniakov | Alexei Buiniaku Vladimir Maliutin Dzianis Maskalenka Ruslan Zaletski |
| Team          |                                              |                                                                     |                                                                      |
|               | China                                        | Rusland                                                             | Oekraïne                                                             |

1974 ·
1976 ·
1978 ·
1980 ·
1982 ·
1984 ·
1986 ·
1988 ·
1990 ·
1992 ·
1994 ·
1995 ·
1996 ·
1997 ·
1998 ·
1999 ·
2000 ·
2002 ·
2004 ·
2006 ·
2008 ·
2010 ·
2012 ·
2014 ·
2016 ·
2018 ·
2021 ·
2022 ·
2024 ·